# Рошпан
Рошпа́н — елемент тимчасового кріплення, розташованого поза постійною оправою підземної споруди.
При будівництві шахт, тунелів та метрополітенів гірничим способом — поперечина, що з'єднує сусідні рами, найчастіше трубчастого круглого перерізу (як правило, виготовляється з обрізків труб); на кінцях має зажими або отвори для гвинтового кріплення. 
Зустрічаються й інші форми: рошпаном також називають звичайну поперечну дерев'яну розпірку або навіть дошку.